# 近代英语
近代英语（英語：Early Modern English，可缩写为 EModE），又譯近世英語，指英格兰王国从都铎时期到王政复辟时期的近代早期英语，也就是从十五世纪末的中古英语到十七世纪中晚期的现代英语之间过渡的英语变体。自1603年詹姆士一世登上英国王位，此時期前后逐漸醞釀产生的英语标准开始对中古苏格兰语产生影响，包括其口语和书面语。
现代英语读者大都能读懂用晚期近代英语写成的文字（例如《钦定版圣经》的初版，以及莎士比亚的作品等），但比这更早的作品就比较难以读懂了（如《亚瑟之死》）。十七世纪初的近代英语给现代英语的语法、拼写习惯打下了基础。

## 历史

### 英国文艺复兴时期

#### 从中古英语的转化
中古英语到近代英语的转变不只是发生在词汇和语音上，这种转变开启了英语历史的新纪元。这个时期的英语更为标准化，有着更丰富的词汇，还兴起了长久不衰的文学。至此，多种方言共存发展的时代成为了永久的历史。
- 1476年，威廉·卡克斯顿开始在伦敦的西敏地区兴办印刷业，它所采用的语言反映了各个作家方言和风格的多变。
- 卡克斯顿出版了马洛礼的《亚瑟之死》，这是第一本用英语语言写成的畅销出版物。马洛礼的语言，虽然在某些方面很古老，但很明显他使用的是近代英语，也可能带点约克郡和内陆方言。
- 1491年（或许是1492年），理查德·平森在伦敦开创印刷事业，他的风格偏向于“平衡法院标准”（即中古英語，英国政府所用的英语形式）。

#### 亨利八世
都铎时期（1485年至1603年），英国文艺复兴
- 约1509年，平森成为了国王的官方印刷员。
- 自1525年起，威廉·廷代尔的圣经译本开始出版（最初遭到封禁）。
- 1539年，第一部权威的英语版圣经《The Great Bible》出版，该版本由迈尔斯·科弗代尔编辑完成，很大程度上借鉴了廷代尔的版本。这本圣经曾广泛用于教堂诵读，它给英格兰岛的人们带来了英语的一种标准形式。
- 1549年，《公祷书》英文版第一版在托马斯·克兰默的管理下出版，该书将许多教堂用语标准化。有观点称，由于参加祈祷书礼拜仪式曾是法律规定的活动，人们反复地使用祈祷书中的语言助推了现代英语的标准化。

#### 伊丽莎白时代
伊丽莎白时期为1558年至1603年
- 参见伊丽莎白时期文学
- 克里斯托弗·马洛，活跃期：1586年至1593年
- 1592年，托马斯·基德的著作《西班牙悲剧》
- 约1590年至1612年，莎士比亚的戏剧。参见莎士比亞作品列表（英文），莎士比亞的影響（英文）

### 十七世纪

#### 詹姆斯一世和查理一世时期
詹姆斯一世时期（1603年至1625年）
- 1609年，莎士比亚十四行诗出版
- 本·琼森
- 托马斯·德克
- 弗朗西斯·博蒙特和约翰·弗莱彻
- 约翰·韦伯斯特
- 1607年，英国在新大陆成功地建立第一个永久殖民地——詹姆斯镇（美国維珍尼亞州），美国英语的早期词汇就是从当地语言（比如 moose，racoon 等单词）借来的。
- 1611，《钦定版圣经》出版，该版本很大程度上以廷代尔的译本为基础。多年来，它都是英格兰教会的标准圣经。
- 1623年，莎士比亚《第一对开本》出版。

查理一世时期以及英国内战时期（1625年至1649年）
- 1647年，第一版《Beaumont and Fletcher folio》出版

#### 空位期和王政复辟时期
英国内战以及空位期是英国史上一次社会剧变、政局动荡的时期。
- 1651年，托马斯·霍布斯的《利维坦》出版

王政复辟时期的文学在不同流派之间的差异明显。喜剧中的“王政复辟”持续到了1700年，而在诗歌中，仅持续到1666年（史称 annus mirabilis，奇迹的一年）。而在散文中，“王政复辟”直到1688年才结束，这一时期还有在新闻和期刊中不断升级的继位权的争斗。文学中的“王政复辟”也有可能持续到1700年，到那时的期刊的内容才渐渐安定下来。
- 1662年，依据1549年及后来版本版撰写的新版《公祷书》出版，同样成为了英语中多年来的标准版本。
- 1667年，约翰·弥尔顿的《失乐园》出版，以及约翰·德莱顿的《Annus Mirabilis》出版。

### 向现代英语的发展
十七世纪，英国港口城镇（以及他们的说话方式）受到以前的郡首府的影响。这段时期的英格兰恢复了内部和平和相对稳定，从1690年开始，许多文艺作品（包括文学）得到发展。现代英语是从1714年的乔治时期开始发展的，但英语的正寫法直到1755年《约翰逊字典》出版都还没有稳定下来。
十七世纪和十八世纪，莎士比亚的作品的重要性盖过了其他伊丽莎白时期的作家的作品，为现代英语的发展做出了诸多贡献。这也就解释了莎士比亚的戏剧在现在为什么读起来熟悉又好懂，即使这些作品是在400多年前写成的。但600多年前（14世纪）杰弗里·乔叟、威廉·朗兰的作品对于大众来说就不怎么容易看懂了。

## 正寫法

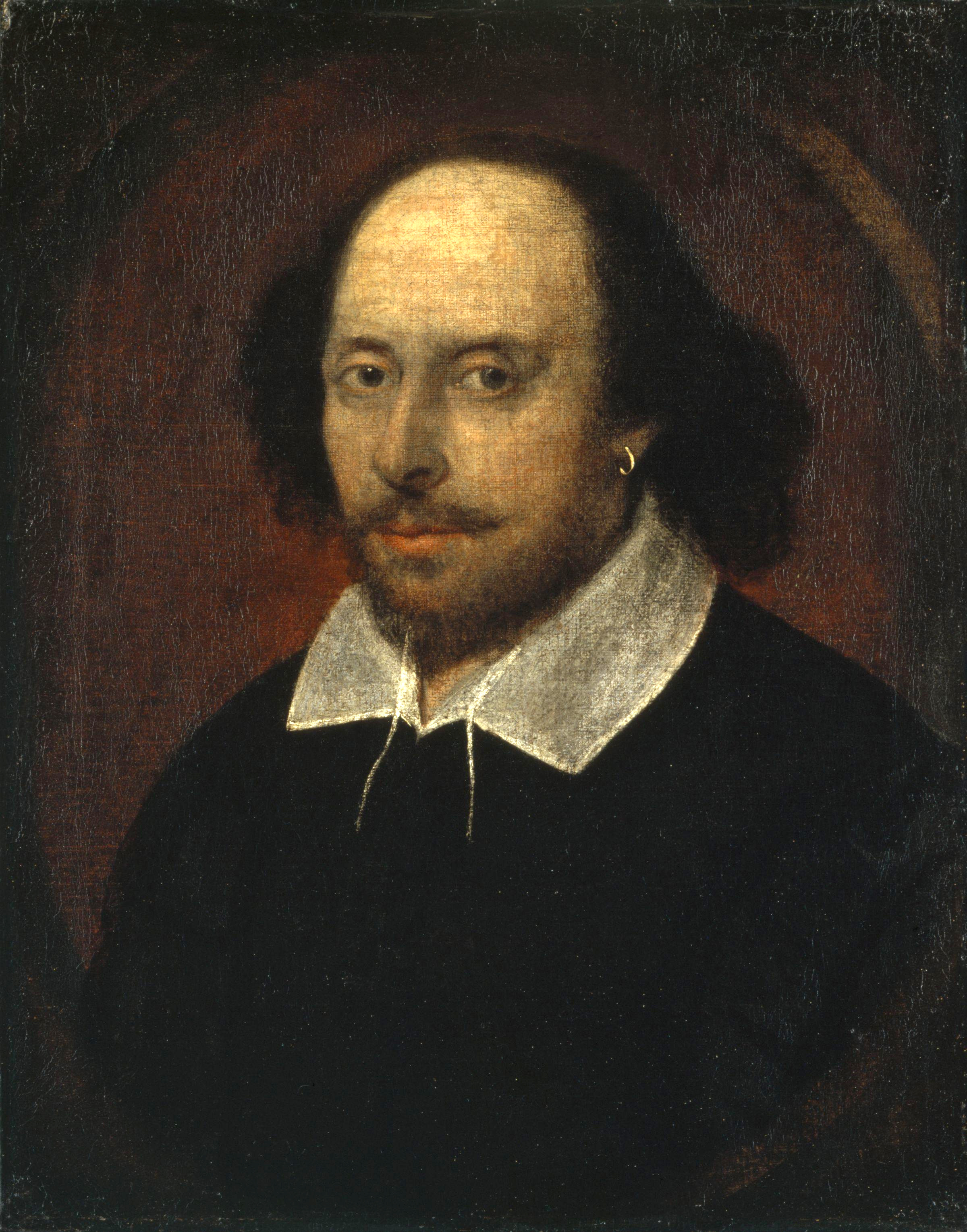
莎士比亚的写作和近代英语有着紧密的联系

近代英语的正寫法（文字规范）和现在所用的差不多，但是拼写方面相对不稳定。近代英语和现代英语都从元音大推移时期的语言习惯中继承了正寫法。
近代英语中的某些文字规范后来失传了，列举如下：
- 字母 S 本来有两种小写：和现在写法一样的 s（短 s）和 ſ（长 s）。短 s 用于词尾，其他地方均用长 s。当 s 双拼时产生例外，有时写成 ſſ，有时又写成 ſs。[4] 这和希腊语中的字母 Sigma（σ、ς）的情形相似。

- u 和 v 这两个字母在当时只是一个字母的两种写法，并不是两个不同的字母。印刷时 v 用在词首，u 用在其他地方。[5] 例如 vnmoued 即现在的 unmoved，loue 就是现在我们所写的 love。
- i 和 j 和上面一样，在当时不是两个字母，只是同一字母的不同写法。例如 joy 会写成 ioy，just 会写成 iust。
- 字母Þ（读作 thorn）在近代英语仍在使用，但逐渐只用于手写。人们常用 Y 来代替 Þ。[6]

- 不发音的 e 经常被附加在单词上，而且在加上这样的 e 的时候，词尾的辅音通常要双写。例如 ſpeake 即现在的 speak, cowarde 即现在的 coward, manne 即现在的 man, runne 即现在的 run。
- /ʌ/ 这个音通常被写作 o（比如 son），那么 现在的 summer 和 plumb 就会被写作 ſommer 和 plombe。[7]

其实在近代英语剛出現的时候，英文的拼寫法仍然沒有固定标准，比如 Julius Caesar 写成 Julius Cæſar, Ivlivs Cæſar, Jvlivs Cæſar, Iulius Cæſar 都可以。He 这个单词，在同一个句子里写成 he 或者 hee 都行，莎士比亚的戏剧中就存在此类现象。

## 文法

### 代名詞
|          |              | 主格      | 間接格     | 屬格             | 所有格代名詞 |
| -------- | ------------ | --------- | ---------- | ---------------- | ------------ |
| 第一人稱 | 單數         | I         | me         | my/mine          | mine         |
| 第一人稱 | 複數         | we        | us         | our              | ours         |
| 第二人稱 | 單數非正式   | thou      | thee       | thy/thine        | thine        |
| 第二人稱 | 複數 或 正式 | ye, you   | you        | your             | yours        |
| 第三人稱 | 單數         | he/she/it | him/her/it | his/her/his (it) | his/hers/his |
| 第三人稱 | 複數         | they      | them       | their            | theirs       |

1. 1 2  my, mine, thy與thine在名詞前被用作所有格形容詞，亦可作為後面不加名詞的所有格代名詞。All four forms are used as possessive adjectives: mine and thine are used before nouns beginning in a vowel sound, or before nouns beginning in the letter h, which was usually silent (e.g. thine eyes and mine heart, which was pronounced as mine art) and my and thy before consonants (thy mother, my love). However, only mine and thine are used as possessive pronouns, as in it is thine and they were mine (not *they were my).
2. 1 2  From the early Early Modern English period up until the 17th century, his was the possessive of the third-person neuter it as well as of the third-person masculine he. Genitive "it" appears once in the 1611 King James Bible (Leviticus 25:5) as groweth of it owne accord.

### 動詞

#### 时态与数量
在近现代时期，动词的屈折变化在向现代形式发展的过程中逐渐简化。

## 词汇
现代英语中的一些常用词是经过了语义缩小的。以动词 suffer 为例，字面上讲是“承受痛苦、困难”的意思。但自从十四世纪开始，这个词有了“允许”的意思。这一义项一直被保留到近代英语，例如《钦定版圣经》中的《Suffer the little children》。然而现代英语中已经没有这个意思了。

## 引用
1. ↑  e.g. Río-Rey, Carmen. . English Language and Linguistics (Cambridge University Press). 2002-10-09, 6 (2): 309–323  [2009-03-12]. （原始内容存档于2016-02-21）.
2. ↑  Stephen L. White, "The Book of Common Prayer and the Standardization of the English Language" The Anglican, 32:2(4-11), April, 2003
3. ↑  Ignorance, Faust o, Shakespeare's Works and Elizabethan Pronunciation, Oxford, Clarendon Press, 1981.
4. ↑  Burroughs, Jeremiah; Greenhill, William. . 1660.  Introduction uses both happineſs and bleſſedneſs.
5. ↑  Sacks, David. . London: Arrow. 2004: 316. ISBN 0-09-943682-5.
6. ↑  Sacks, David. . Canada: Knopf. 2003: 356–57. ISBN 0-676-97487-2.
7. ↑  .W. Skeat, in Principles of English Etymology, claims that the o-for-u substitution was encouraged by the ambiguity between u and n; if sunne could just as easily be misread as sunue or suvne, it made sense to write it as sonne. (Skeat, Principles of English Etymology, Second Series. Clarendon Press, 1891. Page 99 （页面存档备份，存于）.)